# Соуза Сантуш, Боавентура ди
Боавентура де Соуза Сантуш (порт. Boaventura de Sousa Santos, 15 ноября 1940 Коимбра) — известный португальский социолог, признанный специалист по социологии права, политической социологии, исследованию социальных движений.

## Биография
Преподавал в Йельском университете, Юридической школе Висконсинского университета, Уорикском университете. Профессор социологии в Школе экономики Коимбрского университета, руководит в нём Центром социальных исследований. Активно участвует в работе Всемирного социального форума в Порту-Алегри (Бразилия), близок к альтерглобализму. Основатель и активный член Гражданской ассоциации Pro Urbe (Коимбра).

### Обвинения в сексуальных домогательствах
После публикации издательством Routledge в марте 2023 г. подробного исследования по проблеме сексуальных злоупотреблений в академической среде, Боавентура оказался в центре скандала вокруг эпизодов сексуального преследования в Центре социальных исследований Университета Коимбры, почетным директором которого он является. Несколько женщин, в разное время занимавшихся исследовательскими проектами в Центре, обвинили его в неподобающем поведении. Обвинения получили резонанс, скандал вышел за пределы страны, вследствие чего в Центре социальных исследований было принято решение создать независимую комиссию для проверки обоснованности обвинений. Боавентура де Соуза Сантуш и его коллега, в адрес которого были выдвинуты аналогичные обвинения, на время работы комиссии были отстранены от работы в Центре.

## Социологические идеи и интересы
Развивает социологию чрезвычайности и отсутствия, сосредоточиваясь на зонах неопределенности в индивидуальном и коллективном поведении, феноменах социальной депривации. Занимается проблематикой социального воображения, социальной эмансипации, прав человека.

## Труды
- 1988: Социальное и политическое в переходе к постмодерну/ O Social e o Político na Transição Pós-moderna
- 1989: Introdução a uma ciência pós-moderna
- 1990: Государство и общество в Португалии (1974—1988)/ O Estado e a Sociedade em Portugal (1974—1988). Porto: Afrontamento.
- 1994: «Pela mão de Alice — o social e o político na pós-modernidade». Porto: Afrontamento.
- 2000: К постмодерному пониманию права/ Para uma concepção pós-moderna do direito. Acrítica da razão indolente: contra o desperdício da experiência, Porto: Afrontamento.
- 2005: Университет XXI века/ «A Universidade do Século XXI: para uma reforma democrática e emancipatória da Universidade». 2.ed. São Paulo: Cortez Editora, 2005
- 2005: O Fórum Social Mundial: manual de uso. São Paulo: Cortez Editora.
- 2006 : Грамматика времени: к новой политической культуре/ A gramática do tempo: para uma nova cultura política, S. Paulo; Porto: Cortez Ed., Afrontamento.
- 2007: La Reinvención del Estado y el Estado Plurinacional. Cochabamba: Alianza Internacional CENDA-CEJIS-CEDIB, Bolívia (на исп. яз.)
- 2007: Para uma revolução democrática da justiça. São Paulo: Cortez Editora
- 2008 : Conocer desde el Sur: Para una cultura política emancipatoria. La Paz: Plural Editores (на исп. яз.)
- 2008: Право и социальная эмансипация/ Diritto ed emancipazione sociale. Troina: Città Aperta Edizioni (на ит. яз.)
- A universidade no século XXI. Para uma universidade nova (в соавторстве с Naomar de Almeida Filho). Coimbra: Edições Almedina, 2008.
- 2009: Критическая социология права/ Sociología Jurídica crítica: Para un nuevo sentido común del derecho. Madrid: Trotta (на исп.яз.)

## Литературные труды
- 2004 : Escrita INKZ: antimanifesto para uma arte incapaz, Rio de Janeiro: Aeroplano.
- 2006 : Viagem ao centro da pele. Rio de Janeiro: Revista Confraria do Vento (Viagem ao centro da pele. Poemas., стихи)

## Премии и награды
- 1994: премия ПЕН-Центра Португалии за эссе
- 1996: Великий офицер Ордена Сантьяго (Португалия)
- 1996:Великий офицер Ордена Риу-Бранку (Бразилия)
- 1996: Премия Фонда Гюльбенкяна по науке
- 2001: Премия Жабути (гуманитарные науки и образование)
- 2004: Премия Эуклидиса да Куньи Бразильского союза писателей Рио-де-Жанейро
- 2009: Большой крест ордена За заслуги в культуре (Бразилия)
- 2009: Премия Адама Подгурецкого (Международная социологическая ассоциация)

Премии Мексики, Венесуэлы, Кубы. Почётный доктор университета Бразилиа (2012), почетный доктор юридического факультета Университета Макгилла (Канада, 2012).